# علی نجفی (بازیکن فوتبال)
علي نجفی (زادهٔ ۱۸ بهمن  ۱۳۷۸ در تبریز) بازیکن فوتبال ایرانی است که در پست هافبک برای باشگاه فوتبال فجر سپاسی بازی می‌کند.

## آمار باشگاهی

### باشگاهی
تا تاریخ ۲۱ آبان ۱۴۰۲
| باشگاه                | لیگ          | فصل          | لیگ برتر | لیگ برتر | جام حذفی | جام حذفی | آسیا | آسیا | سوپر جام | سوپر جام | مجموع | مجموع |
| باشگاه                | لیگ          | فصل          | بازی     | گل       | بازی     | گل       | بازی | گل   | بازی     | گل       | بازی  | گل    |
| --------------------- | ------------ | ------------ | -------- | -------- | -------- | -------- | ---- | ---- | -------- | -------- | ----- | ----- |
| باشگاه فوتبال تراکتور | لیگ برتر     | ۲۰۲۱–۲۰۲۲    | ۳        | ۰        | ۱        | ۰        | _    | _    | ۰        | ۰        | ۴     | ۰     |
| ماشین سازی            | لیگ برتر     | ۲۰۲۲–۲۰۲۳    | ۲۶       | ۴        | ۴        | ۰        | _    | _    | _        | _        | ۳۰    | ۴     |
| فجر سپاسی             | لیگ برتر     | ۲۰۲۳–۲۰۲۴    | ۹        | ۱        | ۰        | ۰        | ۴    | ۰    | _        | _        | ۱۳    | ۱     |
| مجموع سپاهان          | مجموع سپاهان | مجموع سپاهان | ۳۸       | ۵        | ۵        | ۰        | ۴    | ۰    | ۰        | ۰        | ۴۷    | ۵     |
| مجموع آمار            | مجموع آمار   | مجموع آمار   | ۳۸       | ۵        | ۵        | ۰        | ۴    | ۰    | ۰        | ۰        | ۴۷    | ۵     |

#### پاس‌گل‌ها
| فصل       | تیم     | پاس گل |  |
| --------- | ------- | ------ |  |
| ۲۰۲۲–۲۰۲۱ | تراکتور | ۰      |  |
| ۲۰۲۳–۲۰۲۲ | تراکتور | ۳      |  |
| ۲۰۲۴–۲۰۲۳ | تراکتور | ۰      |  |
| مجموع     | مجموع   | ۳      |  |

## سوابق باشگاهی
تراکتور
در سال ۲۰۲۰ به مدت سه فصل به باشگاه فوتبال تراکتورسازی تبریز پیوست.
ماشین سازی
در فصل دوم از قراردادی که با تراکتور داشت به مدت یک فصل به طور قرضی به باشگاه فوتبال ماشین‌سازی تبریز پیوست.
فجرسپاسی
در سال ۲۰۲۳ با قراردادی به مدت دو فصل به باشگاه فوتبال فجر سپاسی شیراز پیوست و برای گذراندن خدمت سربازی در این تیم مشغول به بازی است.
وی از بازیکان آکادمی تراکتور و از محصولات این تیم می‌باشد.
تیم ملی امید
همچنین عضو تیم ملی امید فوتبال ایران می باشد .